# Mellmű
A mellmű, németül Brustwerk az orgona egy műve, azaz regisztercsoportja.
A mellmű a középkori regálhangszerből alakult ki. Tartalmaz rövidtölcséres regálokat, amelyek egy adott dallam kiemelését hivatottak szolgálni. Ezen felül általában csak magas fekvésben található a mellművön principál. A kevert és aliquot regiszterek is csak magas fekvésben találhatók – pl. Larigot 1 1/3’, Scharff és Zimbel. Éppen e magas regiszterek miatt a mellmű hangja hegyes és éles, különösebben nagy hangerő nélkül. Virtuóz, gyors tokkáták hangzanak rajta a legjobban.
A mellmű esetében több lehetőség is van a principálok kiépítésére. 
Az első: amennyiben a pedálon 32’, a főművön 16’, a felsőművön 8’, a pozitívművön pedig 4’ principál a legmagasabb principál regiszter. Ez esetben a mellmű 2’ magas principál regisztere a legalacsonyabb principál ezen a művön. 8’ és 4’ magasságban itt is fuvolák és/vagy födöttek foglalnak helyet. 
A második: amennyiben a pedálművön 16’, a főművön 8’, a felsőművön 4’, a pozitívművön pedig 2’ a legalacsonyabb principál. Ebben az esetben a mellmű 1’ magas principálra épül. 8’, 4’ és 2’ magasságban ez esetben is fuvolákat és/vagy födötteket találunk.